# 克里斯蒂娜·拉加德
克里斯蒂娜·马德莱娜·奥黛特·拉加德（法語：Christine Madeleine Odette Lagarde，法語：[kʁistin madlɛn ɔdɛt laɡaʁd]；婚前姓拉卢埃特，國際音標：[lalwɛt]，1956年1月1日—），法国政治家和律师，现任欧洲中央银行行长（自2019年起）。她曾于2011年至2019年出任国际货币基金组织第11任总裁，并在法国政府任职，先后担任德维尔潘内阁的商务部长和菲永内阁的财政部长，成为首位担任这些职务的女性。
拉加德出生于巴黎，毕业于巴黎楠泰尔大学法学院。1981年，她成为律师并加入国际律师事务所贝克·麦坚时，后成为该事务所执行委员会首位女性主席。作为法国财政部长，她成功应对2007-2008年金融危机，并被《金融时报》评为欧元区最佳财政部长。
2011年，她被任命为国际货币基金组织总裁，并于2016年成功连任。2019年7月，她被提名为歐洲中央銀行行長，并于同年11月1日正式上任。
《福布斯》在2019年、2020年、2022年和2023年将她列为全球最具权力女性榜单的第二位。

## 早年生活
拉加德出生于法国巴黎，原姓拉卢埃特（Lallouette）。她的父母均为知识分子，父亲罗伯特·拉卢埃特（Robert Lallouette）是一名英语教师，无宗教信仰；母亲妮可（Nicole）是一位拉丁语、希腊语和法国文学教师，具有犹太背景。拉加德与她的三个弟弟在勒阿弗尔度过童年，就读于弗朗索瓦一世中学（Lycée François 1er）和克洛德·莫奈中学（Lycée Claude Monet）。
青少年时期，拉加德曾是法国国家花样游泳队成员。1973年高中毕业后，她获得美国国际文化交流奖学金（AFS Intercultural Programs），前往美国马里兰州贝塞斯达的霍尔顿-阿姆斯（Holton Arms）女子中学学习。在美国的一年中，拉加德在美国国会担任实习生，为国会议员威廉·科恩担任助理，协助他在水门事件听证会期间与来自缅因州北部的法语选民交流。
之后，她毕业于巴黎楠泰尔大学法学院，获得英语、劳动法和社会法硕士学位。此外，她还拥有普罗旺斯艾克斯政治大学的政治学硕士学位，自2010年以来，她一直担任该学院董事会主席。

## 律師生涯
1981年，拉加德加入总部位于芝加哥的大型国际律師事務所贝克·麦坚时，曾担任该公司设在避税天堂的两家子公司董事，负责处理大型反垄断和劳动案件。六年后，她晋升为合伙人，并被任命为西欧地区负责人。
1995年，拉加德入选执行委员会，并于1999年10月成为公司首位女性主席。三年后，她成功连任。在贝克·麦坚时任职期间，拉加德推行了“客户优先”理念，倡导律师在客户需求发生前提前准备，而非仅在紧急情况下被动应对。
2004年拉加德成为全球战略委员会主席。她曾评价贝克·麦坚时的环境“极具民主性，所做的工作和贡献对人们具有重要价值”。对欧盟事务的浓厚兴趣促使拉加德在布鲁塞尔设立贝克·麦坚时欧洲法律中心，专注于欧盟法领域的服务。

## 政治生涯

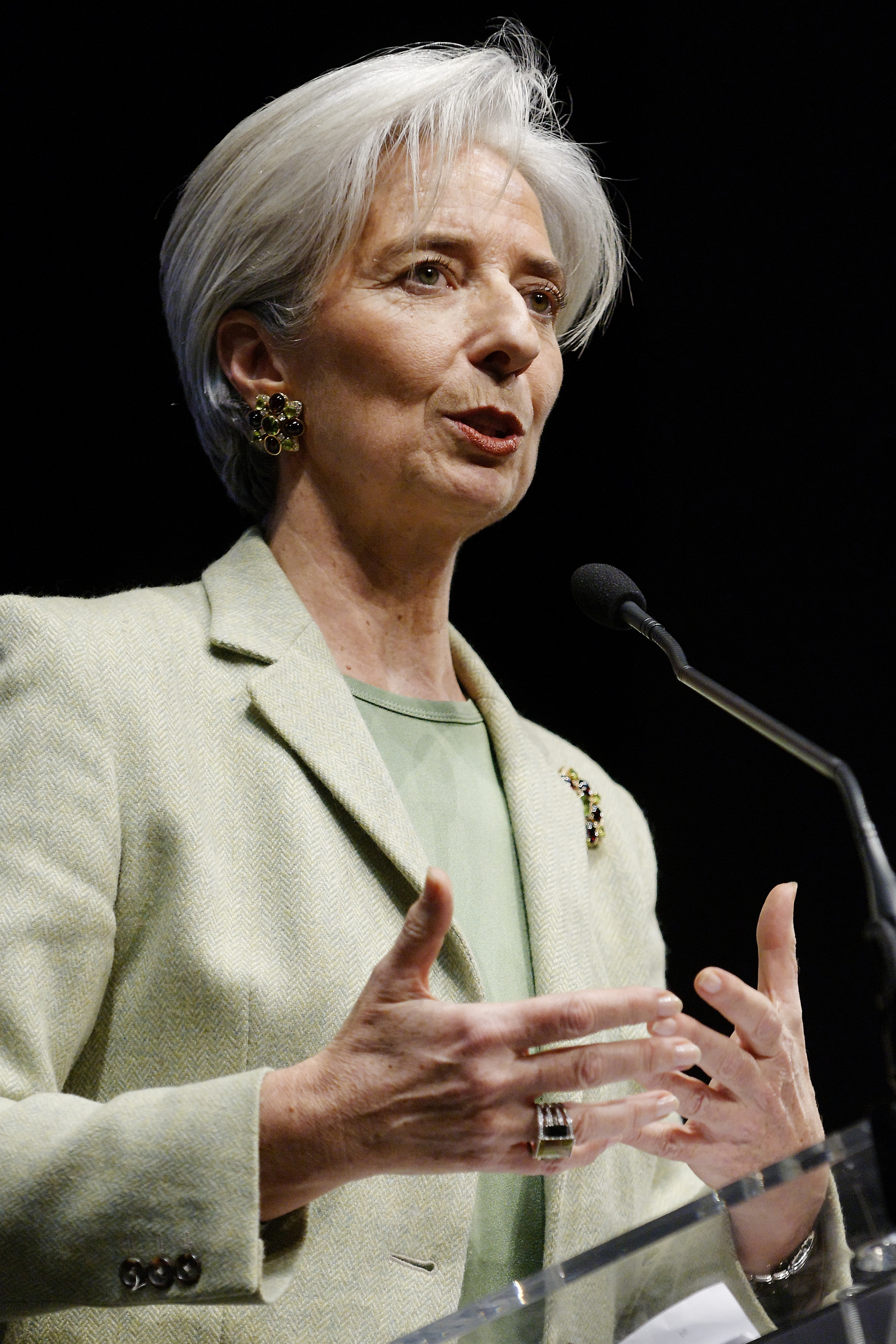
2011年2月18日，她在人民运动联盟会议上发表演讲

### 法国政府
在2005年到2007年5月担任法国商务部长（Minister of Commerce）期间，拉加德积极推动法国产品的新市场开拓，尤其关注科技领域。2007年5月17日，随着弗朗索瓦·菲永被任命为法国总理，拉加德被短暂调任农业部长。次月，她成为法国财政部首位女性部长。
拉加德的一些言论在公众中引起了争议，例如她曾表示“法国是个思想过于繁多的国家，阻碍了改革进程”。在2008年底，她宣称经济危机“已经过去”的言论也带来了负面评价。此外，2008年11月，《巴黎人报（Le Parisien）》报道拉加德致力于将巴黎打造成伊斯兰国家的一大金融中心。
她是法国政界中唯一公开谴责让-保罗·娇兰2010年种族主义言论的成员。任职期间，拉加德推行了一系列自由经济改革，包括放宽劳动力市场准入、降低遗产税，并为公共服务实施了紧缩计划。
2010年7月，拉加德在接受美国PBS新闻采访时表示，IMF为濒临困境的欧洲国家提供的贷款计划是“一项非常庞大的计划，完全出乎意料，且与条约精神相违背，因为条约并未规定我们应当执行类似救助计划，正如我们所做的那样。”她进一步指出：“我们基本上拿出了一个万亿美元的资金，用来应对任何可能针对任何国家的市场攻击，无论是希腊、西班牙、葡萄牙，还是欧元区内的任何国家。”关于法国经济，她强调，除了短期刺激措施外：“我们必须坚决削减赤字并减少债务。”

在被问及她的经济哲学时，拉加德表示：
“我与亚当·斯密站在一起——也就是说，我支持自由主义。”

### 国际货币基金组织
2011年5月，国际货币基金组织（IMF）原总裁卡恩因在纽约面临性侵犯刑事指控而辞职后，拉加德宣布竞选IMF总裁。她的候选资格获得了英国、印度、美国、巴西、俄罗斯、中国和德国等多个国家政府的支持。墨西哥银行行长（前财政部长）阿古斯丁·卡斯滕斯（Agustín Carstens）也获得了该职位的提名，并得到了许多拉丁美洲国家以及西班牙、加拿大和澳大利亚的支持。
2011年6月28日，拉加德正式当选为IMF总裁，并于7月5日上任，任期五年。IMF执行董事会认可拉加德和卡斯滕斯的资历，但最终通过共识决定任命拉加德，使她成为首位担任IMF总裁的女性。此时，欧洲主权债务危机，特别是希腊危机的加剧，引发了对贷款违约的担忧。美国政府尤其支持迅速任命拉加德，以应对欧洲经济形势的脆弱性。
美国财政部长蒂莫西·盖特纳表示，拉加德的“非凡才能和广泛经验将为全球经济关键时刻的这一重要机构提供宝贵的领导力”。法国总统尼古拉·萨科齐称拉加德的任命是“法国的胜利”。然而，慈善组织乐施会（Oxfam）批评这一任命过程，称其“荒谬”，并认为缺乏透明度损害了IMF的公信力。
在任命后不久的公开发言中，拉加德表示，IMF和欧盟要求希腊实施紧缩措施，作为进一步援助的前提。她说：“如果今晚关于希腊有一个信息，那就是呼吁希腊的政治反对派支持当前执政党，以国家团结的精神。”她还谈到她的前任：“IMF能够应对危机，得益于前总裁多米尼克·斯特劳斯-卡恩及其团队的努力。”
2011年8月3日，法国设立的共和国司法法院（La Cour de Justice de la République）决定对拉加德展开调查，原因是她在2007年担任财政部长期间，批准了一宗价值4.03亿欧元的仲裁案，该案件有利于商人贝尔纳·塔皮（Bernard Tapie）。
2011年12月25日，拉加德表示，世界经济面临风险，并呼吁欧洲各国在债务危机面前保持团结。
在2012年5月的一次采访中，拉加德被问及希腊政府债务危机。她提到了希腊的税收逃避，并同意采访者的观点，认为希腊人“曾享受过一段美好时光，但现在是时候偿还了。”她的言论引发了争议，未来的希腊总理亚历克西斯·齐普拉斯回应称：“我们不需要她的同情。”时任副总理埃万吉洛斯·维尼泽洛斯则表示，拉加德“侮辱了希腊人民。”为平息负面反应，拉加德第二天在Facebook页面上发布消息称：“正如我之前多次提到的，我非常同情希腊人民以及他们所面临的挑战。”不到24小时，相关帖子便收到了超过10,000条评论，其中不乏不雅内容。
针对拉加德认为希腊人未足够缴纳税款的言论，伦敦大学名誉教授约翰·威克斯回应道：“拉加德女士在劝说希腊人缴税时所体现的道德权威，并不会因为她作为IMF总裁，领取免税年薪468,000美元（298,000英镑，加上福利）这一事实而有所增强。”《福布斯》文章中的罗伯特·W·伍德写道：“对于大多数联合国雇员来说，不缴税是常态，他们受益于大多数国家签署的外交关系公约。”
2012年7月，随着希腊经济持续下滑，且该国领导人要求放宽外部援助条件，拉加德表示，她“完全没有谈判或重新谈判的意愿。”然而，一年后，IMF自身承认其对希腊的“救助”计划未能达到预期，拉加德——此前曾表示希腊的债务负担是“可持续的”——最终决定，如果不以有意义的方式减免债务，希腊将无法恢复。希腊前财政部长亚尼斯·瓦鲁法基斯（Yanis Varoufakis）曾表示，拉加德和IMF高层在幕后对希腊表现出相当的同情，但他指出，在欧元集团内部，“只有几句善意的言辞，除此之外没有任何实质内容。”
2015年1月，沙特阿拉伯国王阿卜杜拉去世时，拉加德表示：“他是推动女性权利的坚定支持者，”这一言论引发了许多观察者对沙特阿拉伯女性生活状况的评论。
随着2015年夏季危机的再次加剧，拉加德的组织因呼吁对希腊实施大规模债务减免而成为头条新闻，这一呼吁她本人也再次重申。
2015年12月17日，法院决定要求拉加德出庭受审，指控她在批准贝尔纳·塔皮仲裁案时涉嫌失职。法国财政部长米歇尔·萨潘（Michel Sapin）表示，尽管拉加德面临刑事疏忽指控，她仍可继续担任IMF总裁。2016年12月，法院最终认定拉加德犯有失职罪，但决定不对她施以罚款或监禁刑罚。
2016年，IMF拒绝与欧元区国家合作，继续为希腊提供紧急融资，原因是减轻该国债务负担的具体措施依然没有出台。
2019年，IMF向阿根廷提供了570亿美元的贷款，约占其GDP的10%。这笔贷款成为IMF历史上最大的一笔，引发了IMF内部的争议，因为对于一个经济脆弱的国家而言，这笔资金过于庞大。然而，美国总统唐纳德·特朗普和拉加德进行了干预，支持这笔贷款申请，以帮助在2019年总统选举前民调落后的毛里西奥·马克里。为了使这一协议通过官方审核，IMF团队使用了不切实际的经济增长假设，最终这些假设被证明是极为不现实的。贷款在选举前迅速发放，但却将阿根廷推入了严重的债务危机，最终该国未能按时偿还债务。
在IMF任职期间，拉加德多次表态不会参与竞选欧洲高层职位，包括欧盟委员会主席和欧洲中央银行行长的职位。

### 欧洲中央银行
2019年7月2日，拉加德被提名为下任欧洲中央银行行长，接替马里奥·德拉吉，任期自2019年11月1日开始。与此同时，拉加德递交了辞去IMF总裁职务的辞呈，辞职于2019年9月12日生效。2019年9月17日，欧洲议会通过秘密投票推荐她担任此职务，投票结果为394票支持，206票反对，49票弃权。
《彭博社》评论认为，作为行长，拉加德预计将延续前任马里奥·德拉吉的宽松货币政策。在她上任前对欧洲议会经济与货币事务委员会（ECON）的讲话中，拉加德表达了让欧洲央行在应对气候变化方面发挥作用的意愿，并表示将对欧洲央行的货币政策框架进行审查。列支敦士登的迈克尔亲王（Prince Michael of Liechtenstein）曾于2019年7月表示担忧，认为拉加德“极力支持高额财政赤字和廉价资金政策”，对此前景感到不安。《华尔街日报》则认为拉加德的优势在于灵活性，并评价她为“一位外交家和谈判专家，而非技术官僚或经济学家”。
在担任欧洲中央银行行长后的首个重要举措之一，拉加德启动了自17年前以来首次进行的全面战略评审。《金融时报》评论认为，这一举措“与德意志联邦银行行长延斯·魏德曼（Jens Weidmann）发生了冲突”。相比之下，法国央行行长弗朗索瓦·维勒罗伊·德·加洛（François Villeroy de Galhau）表示支持。此外，164名学者、经济学家、工会和环保活动家以及62个组织（如绿色和平组织和ATTAC）签署的公开信也支持这一战略评审，批评欧洲央行购买化石燃料行业金融工具的计划为“特别令人震惊”。作为这一评审的一部分，拉加德成功推动欧洲央行采取了应对气候变化的行动计划，并在公司债券购买计划中实施了绿色规则（“倾斜”）。
2024年7月，拉加德在法兰克福表示：“全面并及时地实施欧盟修订后的经济治理框架将帮助各国政府在可持续的基础上降低预算赤字和债务比例。我们认为，这是对纪律原则的强烈支持，所有遵守并同意财政治理框架规则的成员国将实际执行这些规则和原则。”当时，欧洲央行认为比利时、希腊、西班牙、法国和意大利在中期内的风险较高，法国和意大利因赤字远超欧盟3%上限而受到欧洲委员会的批评。另一篇报道提到，拉加德在2024年6月的欧洲央行论坛上警告，必须尊重欧盟的预算规则：“欧洲央行关注欧盟内必须遵守的财政规则及结构性改革，这将提升生产力，这是欧洲保持强大和繁荣的唯一途径。”
2024年9月，拉加德宣布，由于欧元区经济增长疲弱，欧洲央行将主要利率下调至3.5%，因为通货膨胀率已降至2.2%。
2024年9月12日，在德拉吉关于欧盟竞争力的报告发布后，拉加德表示，欧洲央行不会协助各成员国实施报告中的建议：“结构性改革不是央行的责任，而是政府的责任。”

## 评价
2009年，《福布斯》杂志将她评为全球第17位最具影响力的女性。同年，《金融時報》评选她为2009年度“最佳财政部长”，表彰她在应对战后最严重的全球衰退时表现出的坚定决心。
2011年，由第一财经主办的金融价值榜授予她“年度金融风云人物”称号。
2023年，《福布斯》杂志发布的全球百大最具权势女性榜单中，她排名第二，仅次于欧盟委员会主席乌尔苏拉·冯德莱恩。

## 獲獎
海事功績勳章（2007年）

## 个人生活
拉加德曾有过三段长期关系，其中一段已确认结婚，而关于其他两段关系是否最终导致婚姻，来源存在不同说法。她与第一任伴侣、法国金融分析师威尔弗里德·拉加德（Wilfried Lagarde）于1982年结婚，并于1992年离婚。两人育有两个儿子，分别是皮埃尔-亨利·拉加德（Pierre-Henri Lagarde，1986年出生）和托马斯·拉加德（Thomas Lagarde，1988年出生）。
她的第二段关系是与英国商人伊切兰·吉尔莫（Eachran Gilmour），但是否结婚仍有不同的说法。
自2006年以来，她与法国企业家泽维尔·吉奥坎蒂（Xavier Giocanti）保持关系，吉奥坎蒂是她在巴黎第十大学的同学。一些来源称两人已婚，但未公开婚期。
拉加德是一位注重健康的素食者，她的爱好包括定期去健身房、骑自行车和游泳。
她能流利使用法语、英语和西班牙语。在担任欧洲中央银行行长后，有报道称她计划学习德语。